# Edvaldo Magalhães
Edvaldo Magalhães (Cruzeiro do Sul),  é um político brasileiro, filiado ao Partido Comunista do Brasil (PCdoB). Nas eleições de 2022, foi eleito deputado estadual pelo Acre.